# Procyon cancrivorus
El mapache cangrejero, mapache sudamericano o aguará popé (Procyon cancrivorus) es un animal nativo de América del Sur perteneciente a la familia de los mapaches. Se encuentra en las regiones tropicales a ambos lados de los Andes y actualmente habita desde Panamá y Costa Rica hasta Brasil, Paraguay, Perú y el noreste de Argentina y Uruguay.

## Descripción
Su cara es blancuzca con un antifaz negro sobre los ojos; cola negra con anillos blanco-amarillentos; patas y manos de apariencia desnuda, con dedos terminados en garra. Miden de 23 a 30 cm de altura, la longitud del cuerpo con la cabeza es de 42 a 70 cm y la de la cola de 20 a 41 cm. Pesan hasta 15 kg.

## Comportamiento
Es un animal nocturno de hábito solitario y terrestre, buen trepador. Se alimenta principalmente de cangrejos, camarones, peces, aves pequeñas, caracoles, insectos, tortugas y ranas. También come frutas, semillas y ciertos vegetales. Se refugia en huecos de árboles, grietas de rocas, madrigueras de otros animales e instalaciones humanas abandonadas, siempre cerca de cursos de agua.

## Nombres comunes
Procyon cancrivorus es conocido como "mapache austral", "aguará popé", "mapache cangrejero", "mapachín", "zorra patona", "manopelada o mampelado" (en Entre Ríos), "mano pelada" (en Uruguay), "nutria romanguera", "oso manglero", "gato manglatero", "mayuato", "osito lavador" y "kala maki" (en Bolivia).

## Galería

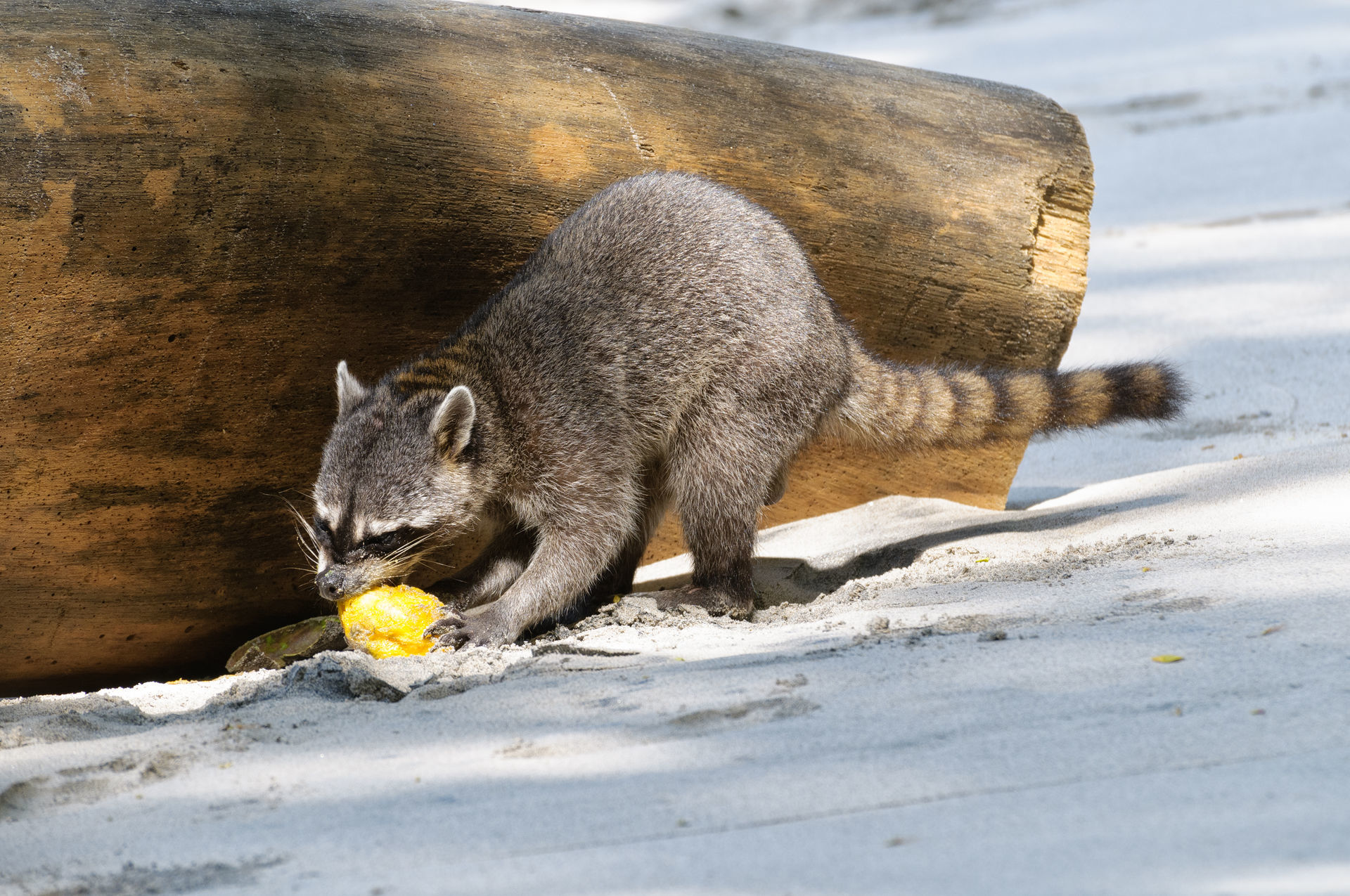
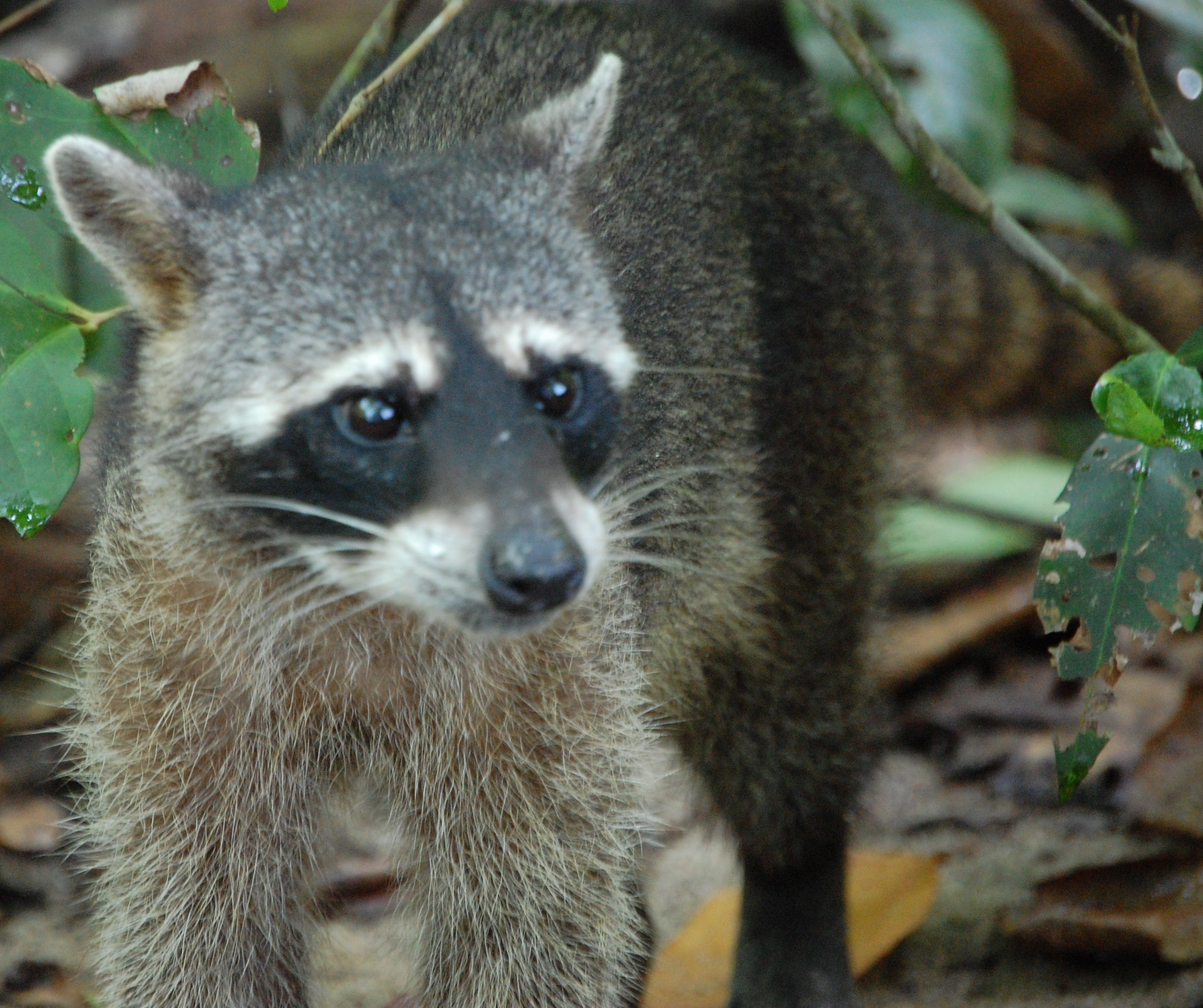
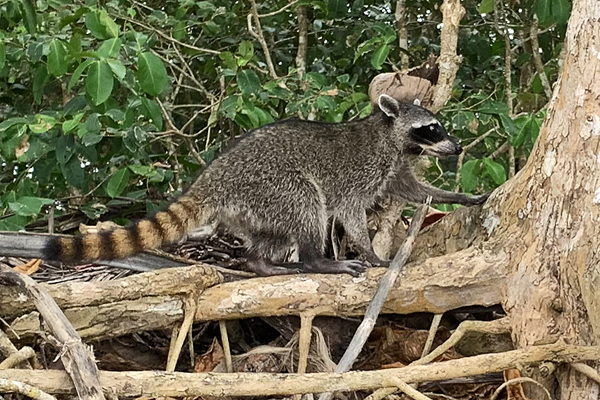
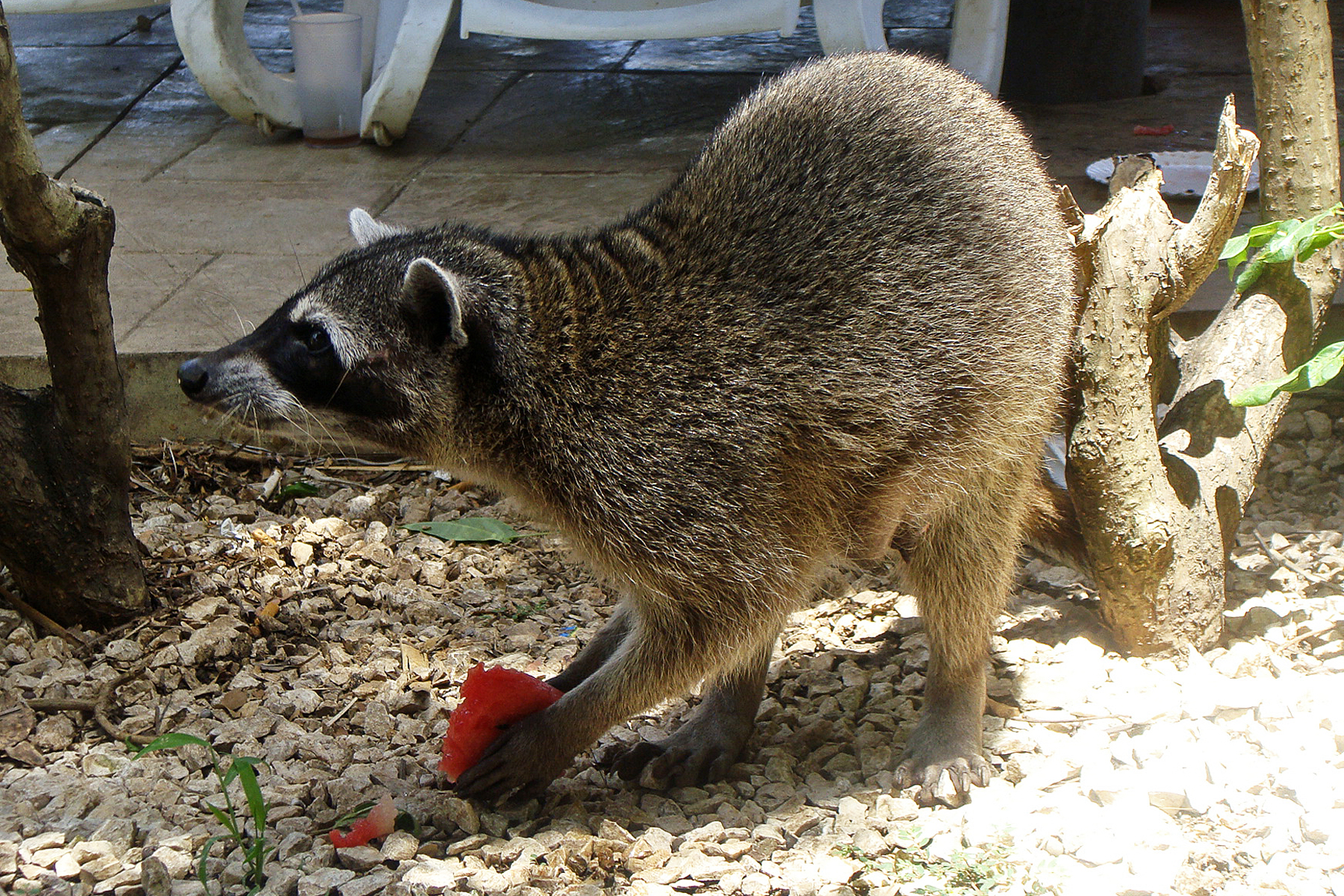
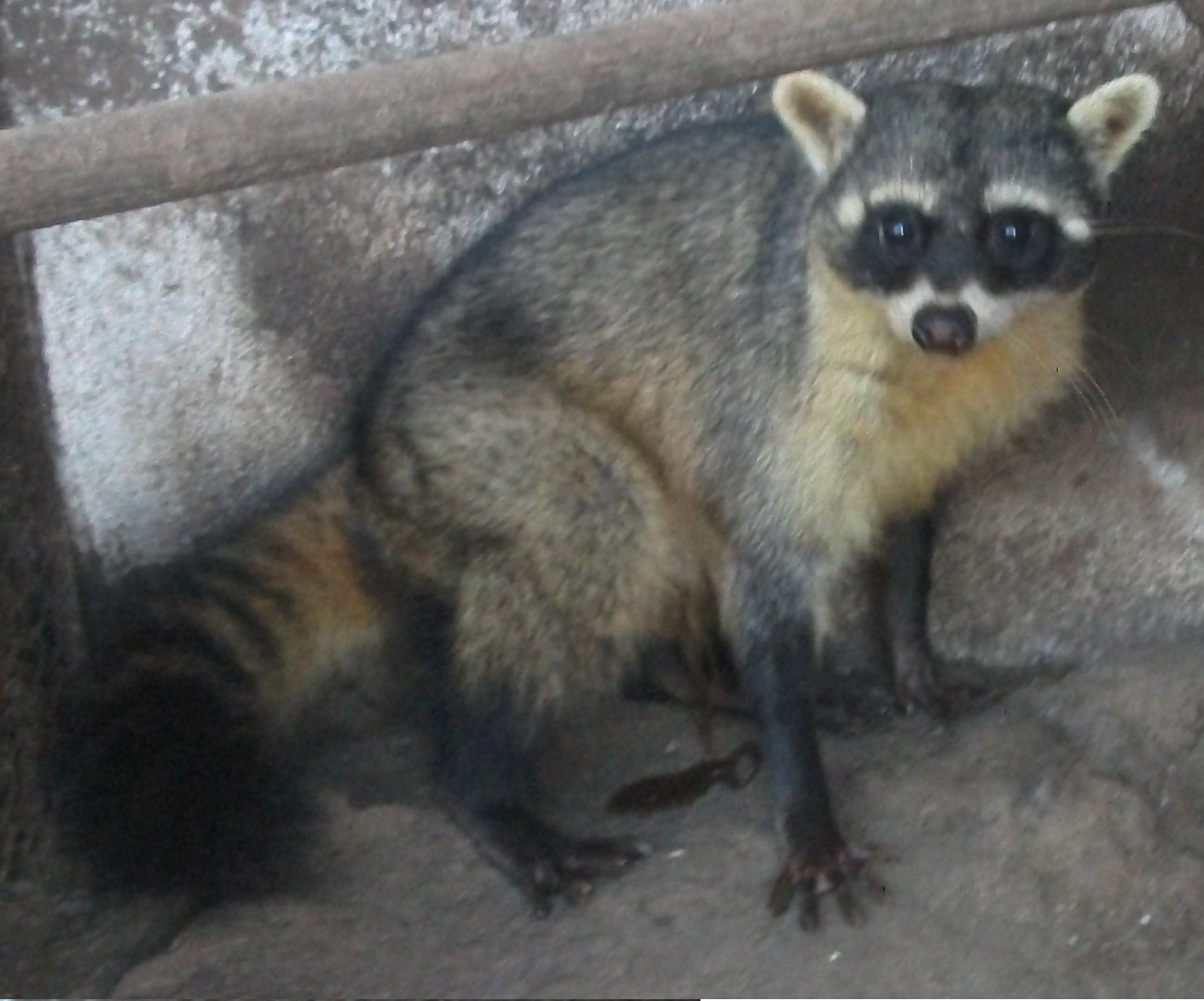